# Distretto di Than To
Il distretto di Than To (in thailandese: ธารโต) è un distretto (amphoe) della Thailandia, situato nella provincia di Yala.